# 路易斯戈梅斯
路易斯戈梅斯（葡萄牙語：Luís Gomes）是巴西北大河州的一个市镇。总面积166.637平方公里，总人口9810人，人口密度58.9人/平方公里。